# NGC 1304
NGC 1304 (ook wel NGC 1307) is een elliptisch sterrenstelsel in het sterrenbeeld Eridanus. Het hemelobject werd op 5 oktober 1785 ontdekt door de Duits-Britse astronoom William Herschel.

## Synoniemen
- NGC 1307
- PGC 12575
- MCG -1-9-30
- NPM1G -04.0146